# Znaki na drodze
Znaki na drodze – polski czarno-biały film psychologiczny z 1969 roku w reżyserii Andrzeja Jerzego Piotrowskiego, zrealizowany na podstawie powieści Andrzeja Twerdochliba Gwiazda sezonu.
Został wyróżniony w 1971 roku Złotym Lampartem na MFF w Locarno.
Premiera odbyła się wraz z reportażem Obóz na Przemysłowej produkcji WFD

## Opis fabuły
Michał, człowiek z bogatą więzienną przeszłością, postanawia skończyć ze starym sposobem życia i zatrudnia się w bazie transportowej, gdzie jako jedyny przeciwstawia się panującym tam nadużyciom i kradzieżom. Wkrótce z pomocą przychylnej mu dyspozytorki Jadwigi udaremnia kradzież cementu. Od tej pory jego życie się zmienia.

## Obsada aktorska
- Tadeusz Janczar – Michał Biel
- Galina Polskich – dyspozytorka Jadwiga
- Leon Niemczyk – Pasławski, kierownik bazy transportowej w Bukówce
- Leszek Drogosz – Stefan Jaksonek, znajomy Biela z więzienia
- Bolesław Abart – kierowca Sosin
- Arkadiusz Bazak – Marian, partner Heleny
- Ewa Ciepiela – Helena, była partnerka Biela
- Janusz Kłosiński – mechanik Franciszek Waśko
- Ryszard Kotys – mechanik Bulaga
- Zygmunt Malanowicz – porucznik MO
- Jan Peszek – kierowca Bakalarzewicz
- Jerzy Block – portier Kurek
- Władysław Dewoyno – magazynier w więzieniu
- Zbigniew Dobrzyński – kierowca Mika
- Oskar Dewitz – kierownik Gondek
- Henryk Hunko – kierowca
- Bolesław Idziak
- Mieczysław Janowski – kierowca Stokłosa
- Eliasz Kuziemski – kierowca Wójcik
- Mieczysław Łoza – więzień
- Ferdynand Matysik – strażnik więzienny
- Witold Pyrkosz – właściciel warsztatu samochodowego
- Jerzy Radwan
- Maria Wyrzykowska – żona Pasławskiego
- Tomasz Zaliwski – kierowca Michalak

Źródło.

## Zdjęcia
- Bolesławiec, Okmiany, Wrocław[2].